# Chantiers navals de La Seyne-sur-Mer
Les chantiers navals de La Seyne-sur-Mer sont l’appellation utilisée pour désigner les installations de constructions navales située à La Seyne-sur-Mer à l'est de Toulon dans le département du Var en France. Différentes sociétés s'y sont succédé.

## Histoire
Il est fait mention d'un premier chantier naval en 1711, pour la pêche et la Marine royale. D'autres petits chantiers sont créés par la suite. À compter de 1835, les chantiers prennent un virage industriel sous l'influence notamment de deux entrepreneurs marseillais (Mathieu et Lombard), d'un ingénieur seynois (Verlaque) et de deux ingénieurs britanniques, les frères Evans. En 1839, Lombard se convertit à la construction métallique.
En 1845, un ingénieur anglais, Philip Taylor rachète les chantiers navals. En 1853, les Forges et chantiers de la Méditerranée sont fondés en regroupant les chantiers de La Seyne-sur-Mer (assemblage des bateaux), les Forges de la Capelette à Marseille (tôles et tubes), les ateliers Menpenti (chaudières et les appareils moteurs). En 1853, il fonde les Forges et Chantiers de la Méditerranée, entreprise de construction navale intégrée, en regroupant les "Forges de la Capelette" (Marseille), qui produisent les tôles et les tubes, les ateliers Menpenti, qui construisent les chaudières et les appareils moteurs, et les chantiers de La Seyne qui assemblent les navires.
La société des Forges et chantiers de la Méditerranée poursuit ses activités et se développe, en faisant notamment l'acquisition de chantiers navals au Havre en 1872. Cependant, la liquidation de cette société est prononcée en 1966. Le site industriel est alors repris par le groupe franco-belge Herlicq, les chantiers deviennent alors les Constructions Navales et Industrielles de la Méditerranée (CNIM). Avec les deux chocs pétroliers et la concurrence internationale, la situation économique se détériore. 
En décembre 1982, la Normed (chantiers du Nord et de la Méditerranée) est créée par fusion avec les chantiers navals de Dunkerque et de La Ciotat. Cette société dépose le bilan en 1986, les chantiers navals de La Seyne-sur-Mer cessent toute activité en 1987.

## Annexe

### Sources
- archives-films-paca.net
- Jean Pierre Poitou (1936-2017) a réalisé une série d'enquêtes orale auprès d'ouvriers du chantier naval de La-Seyne-sur-Mer, archivée à la phonothèque de la MMSH, et accessibles sur le site aixois : Jean-Paul Koffi, “Le psychologue, l’anthropologue, la CAO et les chantiers navals : découverte du fonds JP Poitou (1936-2017)”, Les carnets du secteur archives et de la phonothèque de la Médiathèque de la MMSH, 6 mai 2022, [En ligne] https://phonotheque.hypotheses.org/36225
- L'association Patrimoine seynois a réalisé une série d'enquêtes orales (80 heures) entre 2006 et 2008, auprès de femmes âgées entre 47 et 90 ans, sur le thème des chantiers navals de La-Seyne-sur-Mer. Les entretiens sont conservés et mis en ligne sur les serveurs de la MMSH et les notices accessibles sur Calames  [En ligne] http://calames.abes.fr/pub/ms/Calames-202308301618622455